# Francine Aubin
Francine Aubin (geb. Francine Agnès Gisèle Marie-Thérèse Tremblot de la Croix; * 6. Februar 1938 in Paris; † 14. August 2016 in Boulogne-Billancourt) war eine französische Komponistin, Dirigentin, Lehrerin und Malerin.
Sie war die erste Frau, von der bekannt ist, dass sie die Eignungsbescheinigung für die Funktionen des Konservatoriumsdirektors erhalten und diese Position innehatte.
Aubin starb im August 2016 im Alter von 78 Jahren und wurde auf dem Cimetière du Père-Lachaise in Paris beerdigt.

## Familie
Francine Tremblot de la Croix heiratete den Komponisten Tony Aubin, der einst ihr Lehrer gewesen war.

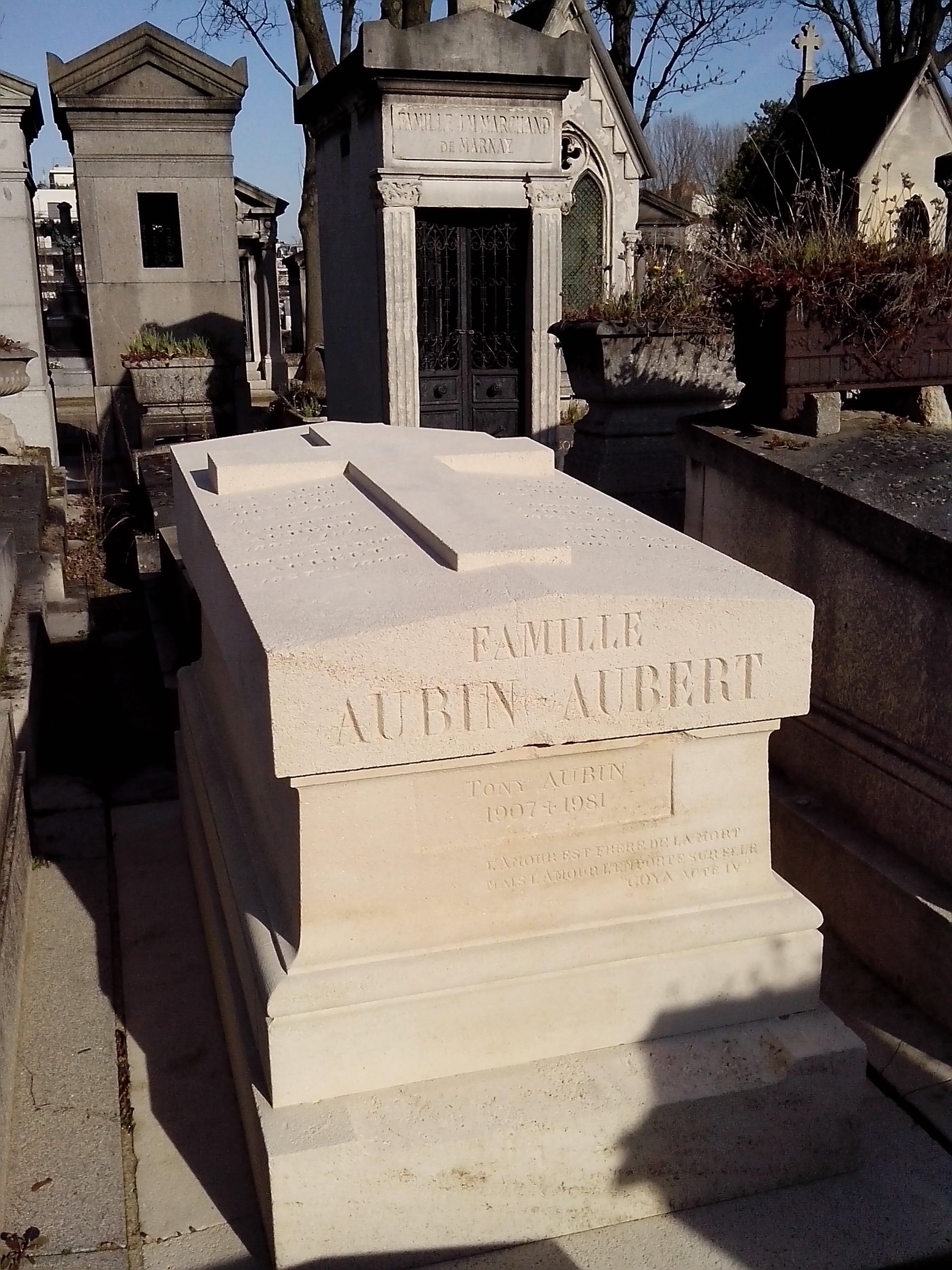
Familiengrab von Francine Aubin auf dem Cimetière du Père-Lachaise in Paris